# Исак II Анђел
Исак II Анђел  (грч. Ισαάκιος Β’ Άγγελος; рођен септембра 1156, умро јануара 1204) био је византијски цар од 1185. до 1195. и поново од 1203. до 1204. Његов отац Андроник био је син Теодоре, најмлађе ћерке цара Алексија I Комнина. У време његове прве владавине Византија је изгубила контролу над северним Балканом усред осамостаљења Србије и Бугарске, а другу владу почео је и завршио захваљујући подршци крсташа и Млечана.

## Побуна
Исаков отац Андроник Анђел био је син Теодоре Комнине, ћерке Алексија Комнина. На тај начин породица Анђела је припадала проширеној породици Комнина. За време кратке власти Андроника I Комнина (1183—1185), Исак је заједно са оцем и браћом учествовао у побуни у Никеји и Пруси. Необично је било да га цар није казнио због нелојалности, па је Исак остао у Цариграду.
Током одсуства цара Андроника I из престонице 11. септембра 1185, Стефан Хаџиохристофорит је покушао да ухапси Исака. Исак га је убио, а заштиту после тога је потражио у цркви Аја Софија. Андроник је на известан начин био способан владар, али био је омражен од стране аристократије и од становништва, због чега се Исак обратио становништву и побуна се брзо раширила градом. Када се Андроник вратио у Цариград већ је био свргнут, а Исак проглашен новим царем. Андроник је покушао да побегне бродом, али је био заустављен, после чега га је Исак предао цариградској руљи, која га је убила 12. септембра 1185.

## Први период власти
Исак II Анђел је ојачао своју позицију династичким свадбама 1185. и 1186. Његова нећака Евдокија Анђел се удала за Стефана Првовенчаног. Исакова сестра Теодора удала се за италијанског маркиза Конрада Монфератског. Исак се јануара 1186. оженио Маргаретом Арпад (која је променила име у Марија), ћерком угарскога краља Беле II. Угарска је била највећи и најмоћнији сусед Византије, а Маргарета је имала династичке везе са владарским породицама Кијевске Русије, Светог римског царства, Италије, Провансе те са ранијим византијским династијама.
Исак је започео своју владавину одлучном победом над норманским краљем Сицилије Вилијамом II од Сицилије. Нормани су били извршили инвазију Балкана при крају Андроникове власти, а поразио их је Исак на обали Струме 7. септембра 1185.
На Кипру је дошло до побуне коју је предводио племић Исак Комнин, али због норманске инвазије на Балканско полуострво цар није био у стању да ту побуну сузбије.
Повећао је порезе да би платио повећане издатке за војску и да би финансирао свадбу. Повећање пореза довело је до влашко-бугарске побуне 1185. Тада је као резултат побуне успостављено Друго бугарско царство под династијом Асен. Цар је 1187. послао победника над Норманима Алексија Вранаса да сломи побуну. Међутим Вранас се окренуо против цара и покушао је да заузме Цариград. Победио га је Исаков шурак Конрад Монфератски.
Цар Светог римског царства Фридрих Барбароса је 1189. тражио и добио дозволу да му војска прође кроз Византију до Свете земље у време Трећег крсташког рата.
Пет година је водио непрекидне ратове са Бугарском, а неколико пута је и сам предводио походе. Иако је на почетку изгледало да ће рат против Бугарске бити успешан, показало се да су резултати готово никакви, тако да је једном приликом 1190. године једва сачувао живу главу. Током рата против Србије, одграла се Битка на Морави (1191) у којој је византијска војска однела победу, након чега је Ниш враћен под царску власт. Српско-византијски мир довео је до склапања династичког брака. Млади Стефан Немањић, средњи син великог жупана Стефана Немање, оженио се Евдокијом Ангелином, синовицом цара Исака II, а ћеком царевог брата Алексија.
Док је припремао један поход против Бугарске царев старији брат Алексије III Анђел искористио је прилику да себе прогласи царем. У то доба цар је био напустио војни логор и отишао у лов. Војници су признали новог цара Алексија III Анђела. Исака су ослепели и 1195. затворили у Цариграду. Затворили су му и сина Алексија, али је он успео да побегне из затвора. Исаков син, Алексије IV Анђел је живео код своје сестре, која је била удана за краља Немачке Филипа Швапског. У току спремања крсташа на Четврти крсташки рат Алексије је замолио крсташе да му врате престо. Понудио им је 200.000 сребрених марака.

## Поновни повратак на власт
У јулу 1203. крсташи су заузели Цариград, а Алексије III Анђел је побегао испред њих и однео је са собом државно благо.
Из затвора је ослобођен Исак II Анђел и његова жена. Враћен је на престо и потврдио је крсташима уговор, који је са њима склопио његов син да ће им исплатити 200.000 сребрених марака. Пошто је био ослабљен дугим заточеништвом његов син Алексије IV Анђел је владао као ефективни цар. Алексије IV је повећао порезе, увео нове, испразнио благајну, али је једва сакупио половину обећане своте. Алексије је у пратњи крсташа кренуо да сакупља средства по унутрашњости. У то време због великих пореза и подметнутих пожара ојачало је антикрсташко расположење. Када се у новембру 1203. вратио без новца крсташи су најавили насилно одузимање града односно рат.
Избио је сукоб и Византинци су покушали да спале крсташку флоту. Један од вођа одбране Цариграда Алексије Дука Мурзулф искористио је незадовољство народа царевима, па је затворио Алексија IV и дочепао се трона као Алексије V Дука. Алексије IV Анђел је био задављен 28. или 29. јануара 1204, а шокирани Исак умире неколико дана након тога.

## Породица
Име прве жене цара Исака II, Ирина (тј. Ирена), налази се на некрологији катедрале у Шпајеру, где је сахрањена њихова ћерка Ирина. Првом женом цара Исака II обично се сматра византијска племкиња непознатог имена. У италијанском издању хронике Никита Хонијата „Величина и катастрофа Византије“ налази се занимљива белешка за XIV књигу. Имена прве жене и најстарије ћерке цара Исака II, непозната из византијских извора, налазе се у некрологу у катедрали у Шпајеру, пантеону немачких краљева. Овде се каже да је жена Филипа Швапског ћерка Исака и Ирине (помиње се следећи чланак: Р. Хиестанд, Први брак Исака II Анђела и његове деце, у годишњаку аустријске Византије, XLVII 1997. стр. 199–208). Ова Ирена би се могла поистоветити са ћерком Георгија Палеолога Дуке Комнина и његов супруге Аспе Багратион принцезе Осетије; његов син, Андроник Палеолог Комнинодука је познат као младожења (γαμβρος) цара Исака II. Исакова жена је вероватно била ћерка Андроника I Комнина, византијског цара (умро 1185). Потенцијално страно порекло јој је дато и због истог имена као и њена ћерка, супротно дугогодишњем грчком обичају. Њихово треће дете рођено је 1182. или 1183. године, а она је умрла или разведена до 1185. године, када се Исак поново оженио.
Идентитет његове прве жене није познат, а са њом је имао троје деце:
- Еуфрозина Анђел, удата за великог кнеза Романа Великог од Кијева
- Ирина Анђел (1181 - 1208)  која се удала најпре за Руђера III од Сицилије, па касније за Филипа Швапског. Цар Исак II је предак свих европских монарха који сада владају преко Иренине и Филипове деце.
- Алексије IV Анђел, (1182 - 1204) цар.

Са другом женом Маргаретом од Угарске (по удаји добила име Марија) имао је два сина
- Манојла Анђела (1193 - 1212), он је очигледно био старији син, постојала је могућност да буде проглашен за цара 1205. године.[5]
- Јован Анђел (око 1195 – 1259). Мигрирао је у Угарску и владао Сремом и Бачом (1227–42) као вазал угарског краља Беле IV.

## Породично стабло
|  |                        |  |  |  |  |  |  |  |  |  |  |  |  |  |  |  |
|  | 2. Андроник Дука Анђел |  |  |  |  |  |  |  |  |  |  |  |  |  |  |  |
|  |                        |  |  |  |  |  |  |  |  |  |  |  |  |  |  |  |
|  |                        |  |  |  |  |  |  |  |  |  |  |  |  |  |  |  |
|  | 1. Исак II Анђел       |  |  |  |  |  |  |  |  |  |  |  |  |  |  |  |
|  |                        |  |  |  |  |  |  |  |  |  |  |  |  |  |  |  |
|  |                        |  |  |  |  |  |  |  |  |  |  |  |  |  |  |  |
|  | 3.                     |  |  |  |  |  |  |  |  |  |  |  |  |  |  |  |
|  |                        |  |  |  |  |  |  |  |  |  |  |  |  |  |  |  |
|  |                        |  |  |  |  |  |  |  |  |  |  |  |  |  |  |  |